# Рёдер, Эми

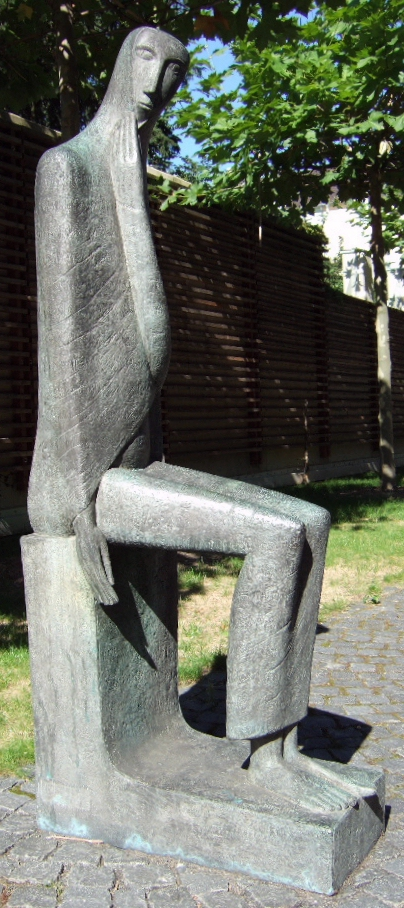
Э.Рёдер Большая сидящая триполитанка (1963)

Эми Рёдер (нем. Emy Roeder; 30 января 1890, Вюрцбург — 7 февраля 1971, Майнц) — немецкая скульптор и художница-экспрессионистка.

## Жизнь и творчество
Э. Рёдер родилась в 1890 году. Изучала искусство в Вюрцбурге, Мюнхене и, в 1912—1915, в мастерской скульптора Бернгарда Хётгера, в Дармштадте. Затем переехала в Берлин, где работала уже самостоятельно. В Берлине Э. Рёдер была членом ряда радикальных авангардистских художественных движений, в которые тогда входили многие известные мастера — в том числе её учитель Б. Хётгер, а также Рудольф Беллинг, Герберт Гарбе (за которого Э. Рёдер в 1919 выходит замуж) и др.
В 1920-е годы ознаменовались для Э. Рёдер большими творческими успехами. Она принимает участие в ряде берлинских выставок, художественная критика положительно оценивает её работы. Э. Гарбе-Рёдер и её супруг-скульптор находились в близких, дружеских отношениях с берлинской художественной элитой — К. Кольвиц, Э. Барлахом, К. Шмидт-Ротлуфом. В 1933 году Г. Гарбе добровольно вступает в НСДАП. В том же году семья Гарбе-Рёдер уезжает в Рим, откуда Г. Гарбе через год возвращается в Берлин уже один. Э .Рёдер остаётся в Италии, затем работает во Франции и Баварии. В 1936 она получает стипендию флорентийского дома художников Вилла Романа, которым тогда руководил Ганс Пуррман, и работает во Флоренции до 1944 года.
В 1937 году ряд работ Э. Рёдер (в том числе скульптура Беременная) были нацистами отнесены в разряд дегенеративного искусства. В 1944 году, при освобождении Италии от фашистов, художница была арестована союзниками и отправлена в лагерь для интернированных, однако благодаря хлопотам Г. Пуррмана и историка Ф. Фольбаха была вскоре освобождена. В течение 4 послевоенных лет Э. Рёдер живёт и работает в Риме. Вернувшись в Германию в 1950, она получает в Майнце жильё и художественное ателье, предоставленные ей городскими властями в обмен на ведение преподавательской деятельности (до 1953). Позднее Э. Рёдер ведёт жизнь свободной художницы в этом городе, часто путешествуя (в Швецию, Грецию, Италию, по Северной Африке).
В 1955 она принимает участие в выставке современного искусства documenta 1 в Касселе. Художественное собрание, принадлежавшее Э. Рёдер и состоявшее из её работ, а также произведений классиков немецкого экспрессионизма — Эриха Хеккеля, Карла Шмидт-Ротлуфа, Ганса Пуррмана, Отто Хербига и др., художница завещала своему родному городу Вюрцбургу.
К творческому наследию Э. Рёдер, работавшей в экспрессионистском художественном стиле, относятся в первую очередь скульптурные изображения-портреты. Особенно удавались ей женские и материнские образы. В работах её 1920-х годов чувствуется влияние Э. Барлаха. Другими важными темами в её творчестве были изображение животных, а также обнажённой натуры — как в рельефном, так и скульптурном исполнении. В своём раннем периоде Э. Рёдер работала с металлом и с деревом, позднее же создавала свои произведения только из бронзы.

## Награды
- 1920 — премия Прусской академии искусств
- 1929 — премия города Кёльна в области ваяния (совместно с Германом Блументалем)
- 1936 — премия Виллы Романо (Флоренция)
- 1960 — орден «За заслуги» ФРГ
- 1962 — большой приз города Майнца в области искусств; присвоение почётного членства Майнцского университета
- 1963 — присвоение звания профессора искусств министерством культуры земли Северный Рейн-Вестфалия
- 1966 — большая премия в области культуры города Вюрцбурга

## Галерея
- работы Э. Рёдер в галерее Остендорф, Мюнстер